# Herman de Clermont de Chastes
Herman de Clermont de Chastes-Gessans (ur. ?, zm. 13 maja 1603 w Nowej Francji) – oficer w służbie królów Francji Henryka III i Henryka IV, wiceadmirał Francji, wielki mistrz Rycerskiego Zakonu św. Łazarza z Jerozolimy, marszałek, komandor Limoges, wielki przeor Owernii Rycerskiego Zakonu św. Jana z Jerozolimy, gubernator Dieppe, namiestnik Nowej Francji.
Był młodszym synem Franciszka de Clermont, barona de Chaste i Pauli de Joyeuse. Był krewnym przyszłego wielkiego mistrza joannitów Annet'ego de Clermont-Gessant. W 1566 został rycerzem Zakonu św. Jana z Jerozolimy i błyskawicznie zrobił w nim karierę.
W 1589 został królewskim gubernatorem francuskiego regionu Dieppe.
W 1593 na mocy umowy z joannitami jako baliw Boigny został wybrany wielkim mistrzem Rycerskiego Zakonu św. Łazarza z Jerozolimy.
Jako jeden z najbardziej zaufanych towarzyszy i oficerów królewskich w 1602 został mianowany przez Henryka IV namiestnikiem kanadyjskiej Nowej Francji z pełnymi przywilejami handlu z tych terenów. Był założycielem pierwszej kanadyjskiej kompanii handlowej The Canada and Acadia Company. W 1602 został przez Henryka IV mianowany wiceadmirałem Francji. Był odpowiedzialny za wysłanie w 1603 podróżnika Samuela de Champlain w celu odkrycia góry Rzeki Świętego Wawrzyńca. Ufundował dwa statki, na których odbyła się wyprawa.